# Нью-Гоуп (Орегон)
Нью-Гоуп (англ. New Hope) — переписна місцевість (CDP) в США, в окрузі Джозефін штату Орегон. Населення — 1572 особи (2020).

## Географія
Нью-Гоуп розташований за координатами 42°22′9″ пн. ш. 123°21′32″ зх. д. / 42.36917° пн. ш. 123.35889° зх. д. (42.369290, -123.358950).  За даними Бюро перепису населення США в 2010 році переписна місцевість мала площу 9,91 км², уся площа — суходіл.

## Демографія
Згідно з переписом 2010 року, у переписній місцевості мешкало 1515 осіб у 574 домогосподарствах у складі 431 родини. Густота населення становила 153 особи/км².  Було 610 помешкань (62/км²).
Расовий склад населення:
| - 95,2 % — білих - 1,1 % — корінних американців - 1,0 % — азіатів - 0,2 % — вихідців з тихоокеанських островів - 0,1 % — чорних або афроамериканців |

До двох чи більше рас належало 1,7 %. Частка іспаномовних становила 4,9 % від усіх жителів.
За віковим діапазоном населення розподілялося таким чином: 20,8 % — особи молодші 18 років, 57,7 % — особи у віці 18—64 років, 21,5 % — особи у віці 65 років та старші. Медіана віку мешканця становила 47,1 року. На 100 осіб жіночої статі у переписній місцевості припадало 92,3 чоловіків;  на 100 жінок у віці від 18 років та старших — 94,8 чоловіків також старших 18 років.
Середній дохід на одне домашнє господарство  становив 63 405 доларів США (медіана — 54 115), а середній дохід на одну сім'ю — 81 421 долар (медіана — 67 250). Медіана доходів становила 41 023 долари для чоловіків та 31 595 доларів для жінок. За межею бідності перебувало 9,1 % осіб, у тому числі 7,8 % дітей у віці до 18 років та 0,0 % осіб у віці 65 років та старших.
Цивільне працевлаштоване населення становило 592 особи. Основні галузі зайнятості: освіта, охорона здоров'я та соціальна допомога — 37,7 %, науковці, спеціалісти, менеджери — 15,2 %, роздрібна торгівля — 12,7 %.